# Фламандське мереживо

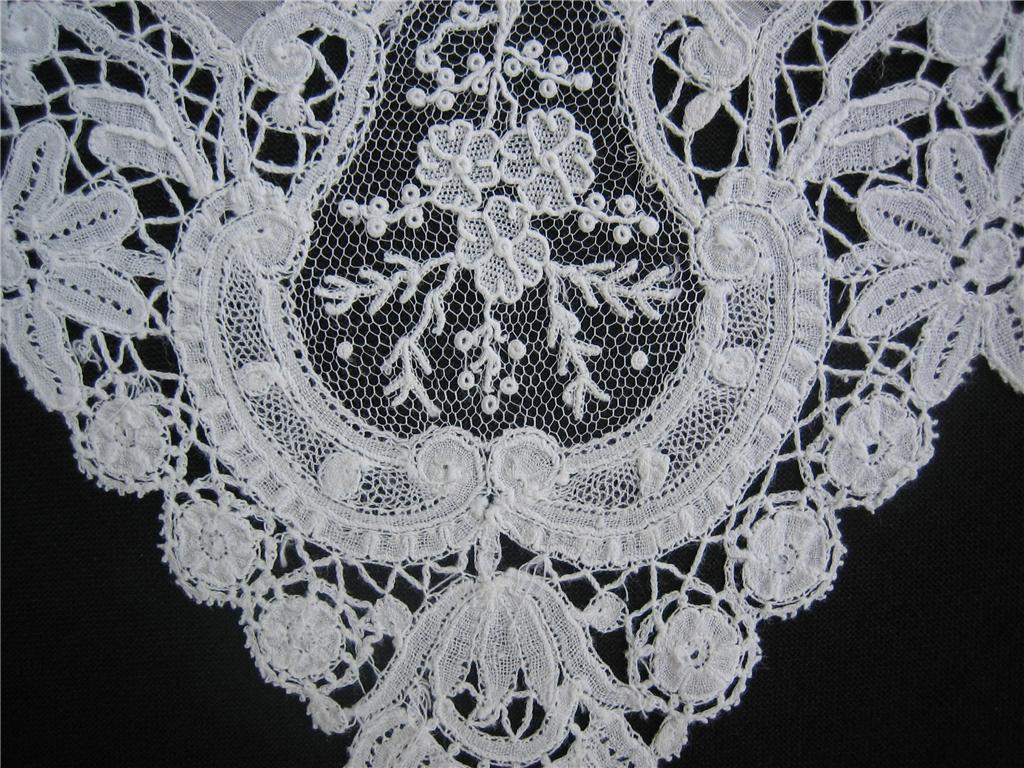
«Дюшесс» XIX століття

Фламандське мереживо — різновид мережива, виробленого в бельгійському регіоні Фландрія.

## Історія
Перші мережива з'явилися в Італії в кінці XV — на початку XVI століття. На століття пізніше, в кінці XVI століття мистецтво мережива зародилося й у Фландрії, яка в той час була одним із найбільш економічно і культурно розвинених регіонів Європи. Поступово фламандське мереживо прославилося на весь світ, його купували всі королівські двори Європи. Особливістю фламандських мережив була незвичайна тонкість виробів, оскільки фламандці володіли технологією виробництва дуже тонких ниток.

## Різновиди мережива

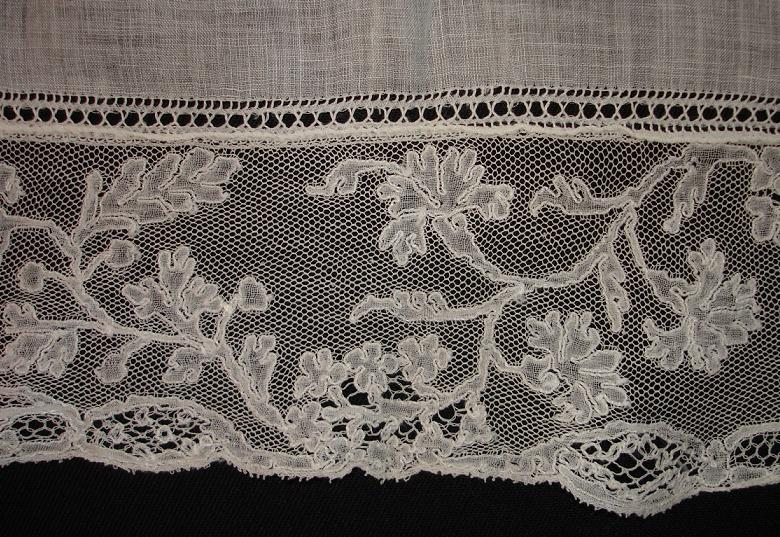
«Малін» XVIII століття

### Мереживо малін
Мереживо типу «малі́н» (від фр. Malines — «місто Мехелен»), або мехельнське мереживо — одне з найвідоміших фламандських мережив. Цей різновид мережива дуже тонкий, типовим для нього вважаються квіткові мотиви і фон з дрібних шестикутників. Малін найчастіше використовували для оздоблення нічних гарнітурів, манжет і пошиття жабо.

### Антверпенське мереживо
Для мережива, виробленого в Антверпені, типові мотиви з квітковими вазами на тлі дрібних шестикінцевих «зірочок». Антверпенське мереживо подібне до мережива малін, однак трохи грубіше.

### Брюггське мереживо
Основу мережива з міста Брюгге становить безперервно пов'язана тасьма, яку з'єднують при в'язанні в химерний малюнок. Брюггске мереживо нагадує вологодське.

### Брюссельське мереживо

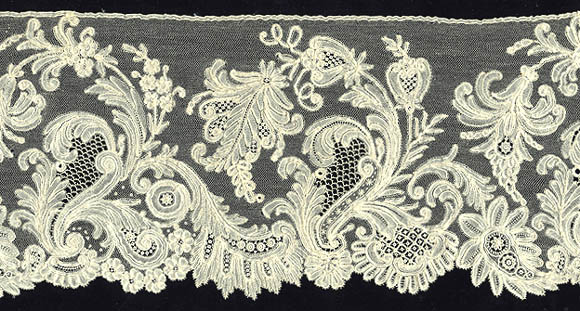
Англетерр

Для брюссельського мережива орнаменти виконувались окремо один від одного, а потім з'єднувалися за допомогою тюлевого фону. Цей вид мережива вважався найдорожчим, навіть дорожче за малін, і мав великий попит за кордоном. Через заборону на ввезення фламандських мережив до Англії, брюссельські мережива ввозили в країну нелегально під виглядом англійських, за рахунок чого другою назвою брюссельського мережива є «англетерр» (фр. Angleterre — «Англія»).
Особливим різновидом брюссельського мережива є мереживо «дюшесс» (фр. duchesse — «герцогиня»), яке не має фону, а орнаменти з'єднувалися безпосередньо один з одним.